# Morning Glory (Yellowstone)
Morning Glory (Glòria de matí en anglès) és una font termal que es troba en el Parc Nacional de Yellowstone dels Estats Units.

## Història
La piscina va ser anomenada per E. N. McGowan, dona del Superintendent Ajudant del Parc, Charles McGowan l'any 1883. El va anomenar "Convolutus", el nom llatí de la flor glòria de matí, que evoca la primavera. L'any 1889, el nom de Morning Glory havia esdevingut d'ús comú en el parc. Les primeres guies de visita ja l'anomenaven Morning Glory.

## Composició
Els diferents colors de la piscina són deguts als bacteris que habiten a l'aigua. En rares ocasions el Morning Glory ha entrat en erupció com a guèiser, normalment a causa d'un terratrèmol o d'una altra activitat sísmica propera.
Diverses vies d'entrada han estat obstruïdes a causa d'objectes que els turistes hi han tirat, reduint el subministrament d'aigua calenta, i alhora alterant l'aspecte global de la piscina. Oficials del parc han fet diversos intents d'induir erupcions per netejar la piscina de les restes i per netejar les vies d'entrada blocades, algunes d'elles amb èxit. Una senyal col·locada a prop de la piscina pel serveis del parc, alerta del dany causat per la ignorància i el vandalisme i suggereix que Morning Glory s'està convertint en una "Faded Glory."

## Galeria
- Jack Ellis Haynes, 1916
- 1966
- 2005
- 2014